# Dolichopus magnantenna
Dolichopus magnantenna är en tvåvingeart som beskrevs av James 1939. Dolichopus magnantenna ingår i släktet Dolichopus och familjen styltflugor.
Artens utbredningsområde är Colorado. Inga underarter finns listade i Catalogue of Life.